# Porto de Nuuk

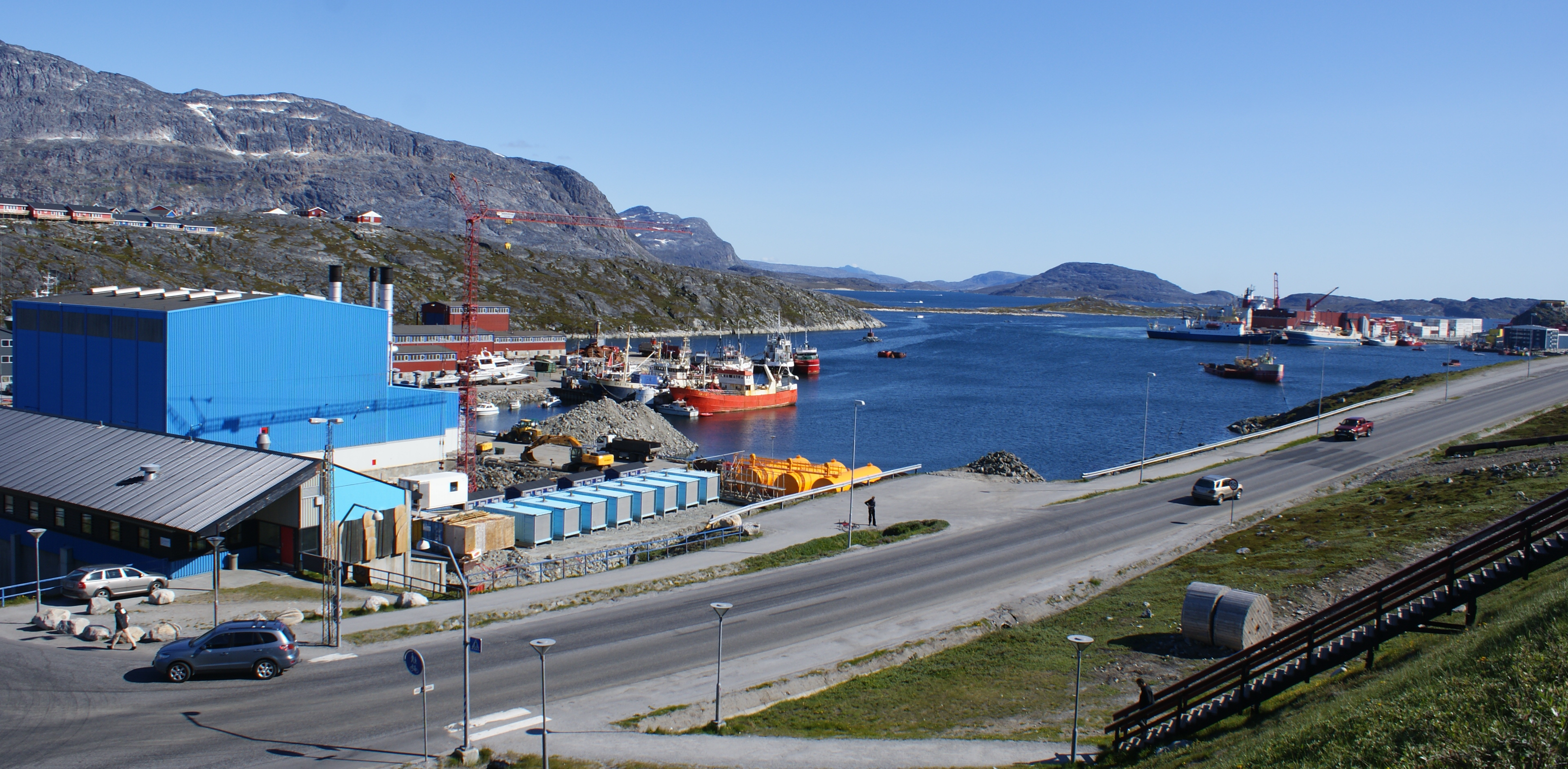

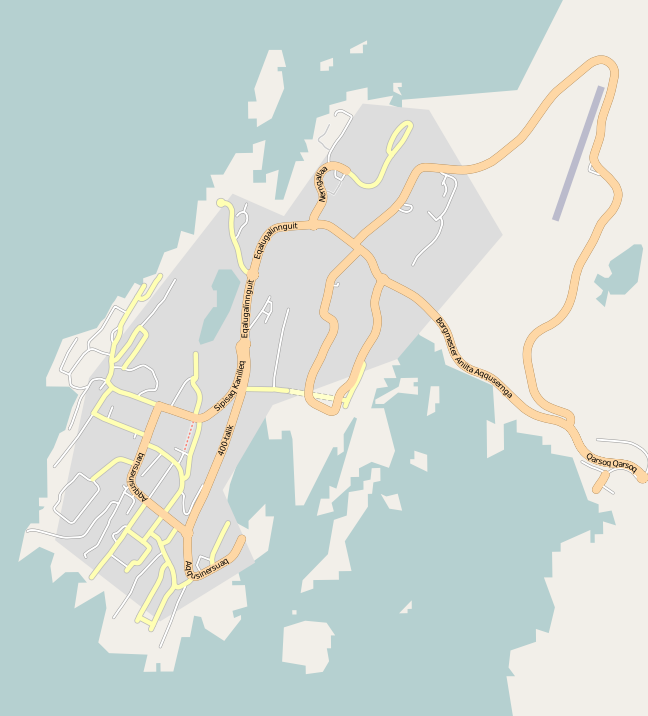
Mapa de Nuuk, mostrando o porto na parte sudeste da cidade.

O porto de Nuuk é o maior porto da Gronelândia. Está situado na parte sudeste de Nuuk (a capital), antigamente conhecida como Antiga Nuuk (Old Nuuk). A entrada é restrita devido à maré e a presença de gelo durante algumas partes do ano.